# Bin Tepe
Bin Tepe (deutsch: Tausend Hügel, auch Bintepeler genannt) ist ein langgestreckter neogener Kalkstein-Höhenrücken aus dem oberen Miozän bzw. Pliozän in der Westtürkei, 10 Kilometer westlich der Kreisstadt Salihli und 50 Kilometer östlich der Provinzhauptstadt Manisa. Er ragt aus der Grabenebene des Gediz Nehri (in der Antike Hermus) und trennt diese von der Senke des Marmara Gölü (in der Antike Gygaean-See bzw. See Koloë) im Norden. Erschlossen ist dieses Hügelland durch die staatliche Verbindungsstraße D555 zwischen Akhisar und Salihli (beide Provinz Manisa), die südlich der Kreisstadt Gölmarmara unmittelbar den Marmara Gölü tangiert und den Bin-Tepe-Höhenrücken in Längsrichtung über 15 Kilometer ostwärts durchschneidet. Benannt ist die Landschaft nach ihren monumentalen Tumuli (vorgeschichtliche Hügelgräber) lydischer Könige und Elitefamilien der Eisenzeit. Diese „Nekropole der tausend Hügel“ erstreckt sich als beeindruckendes kulturhistorisches Denkmal mit einer Breite von 10 Kilometern etwa 6 Kilometer nördlich der antiken lydischen Hauptstadt Sardes und bildete zusammen mit Sardes nebst Umland, dem Tmolos-Gebirge (türkisch Boz Dağlar) im Süden und dem Marmara Gölü im Norden, das historische Zentrum des antiken lydischen Kernlandes in Westanatolien. Seit 2025 gehören die Tumuli von Bin Tepe gemeinsam mit den Ruinen von Sardes zum UNESCO-Weltkulturerbe.

## Hintergründe

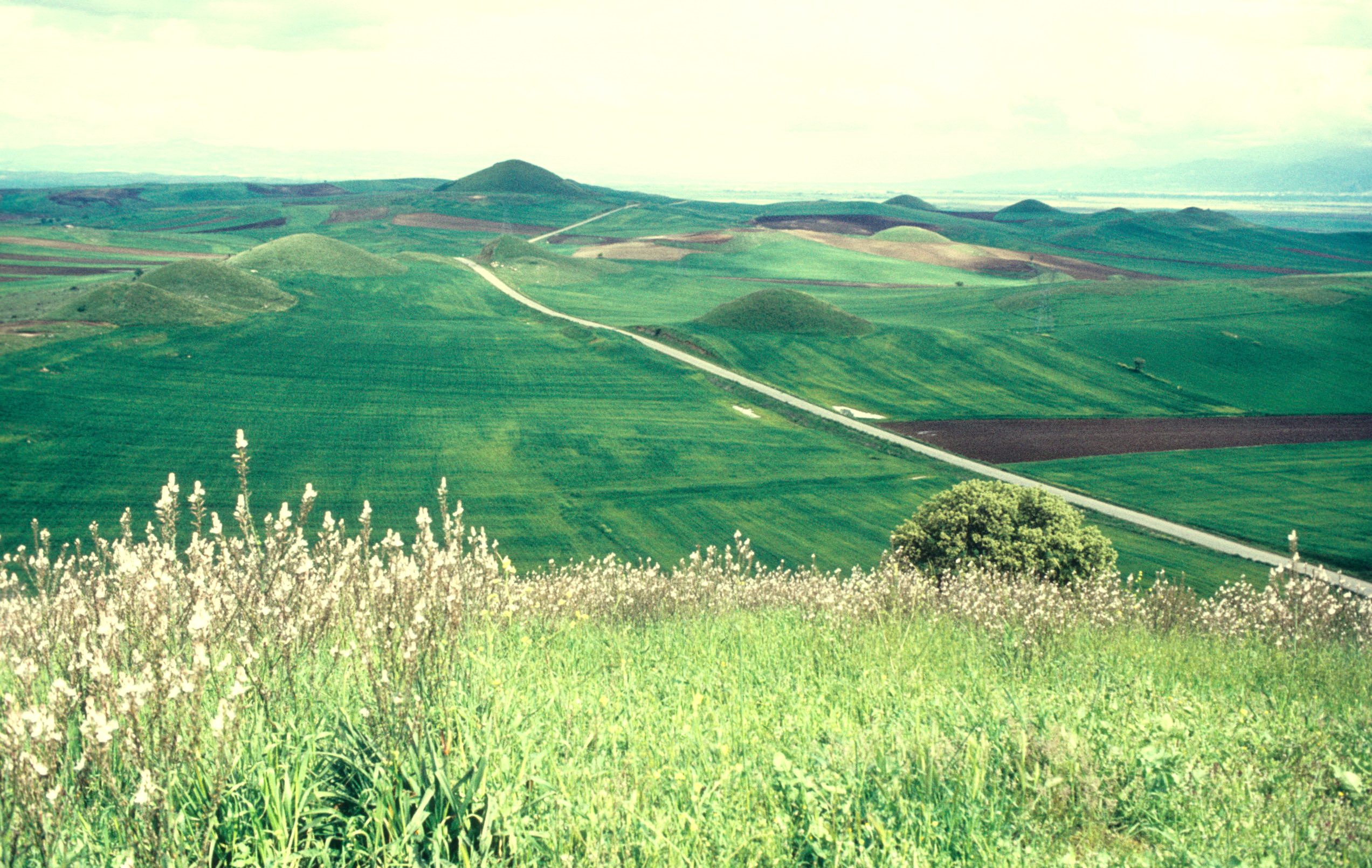
Blick vom Kırmutaf Tepe nach Osten über einen Teil der lydischen Königsgräber von Sardes im Bin Tepe

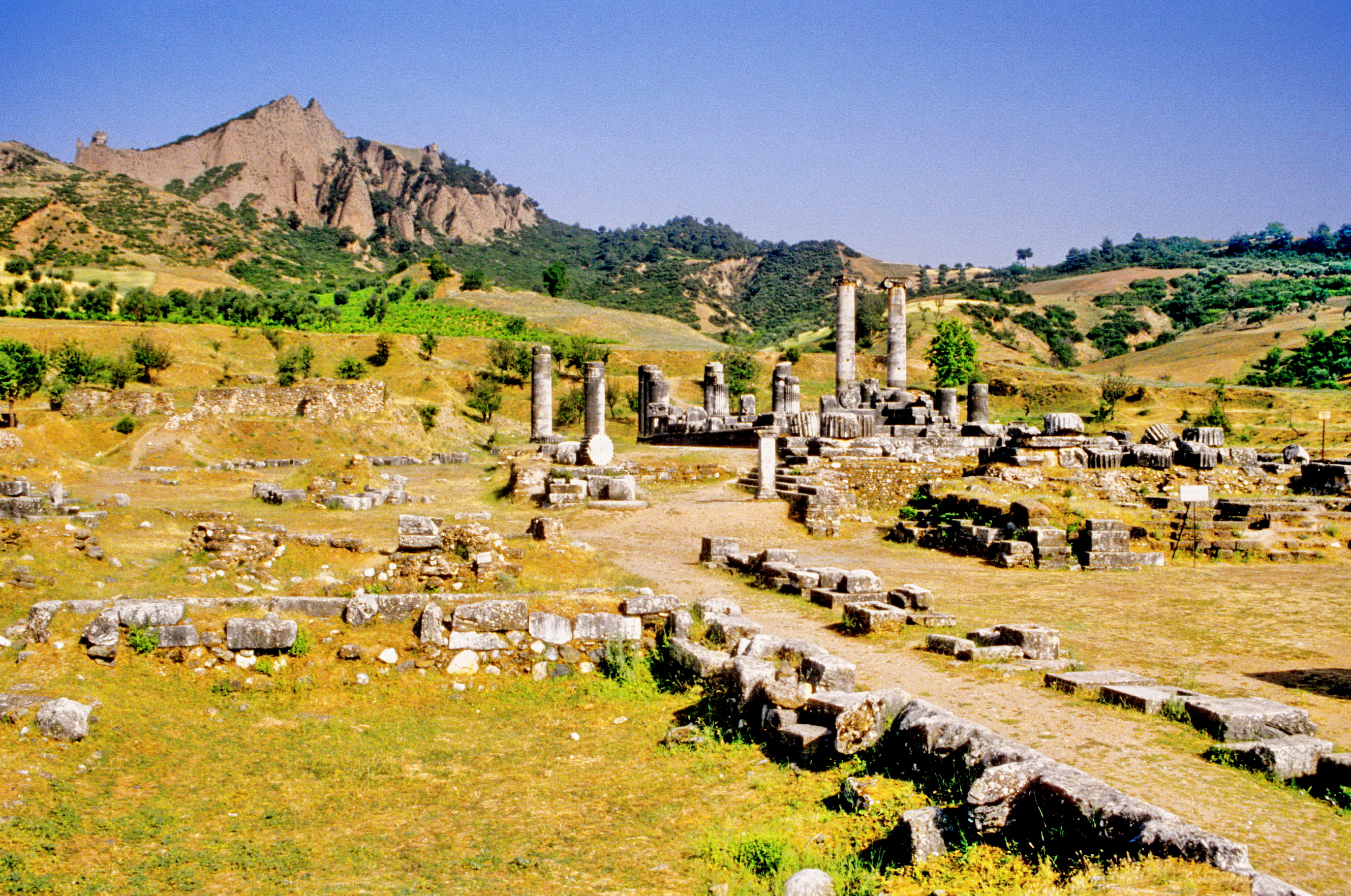
Blick nach Süden über die Ruinen des Artemis-Tempels von Sardes auf den Anstieg der Boz Dağlar (Tmolos-Gebirge) und die westlich des Paktolos (Sart Çayı) gelegenen Nekropolen-Hügel gegenüber dem Artemis-Tempel

Die Hauptstadt des alten Königreichs der Mermnaden, Sardes, hatte zwei Nekropolen: Die erste, westlich des Paktolos (Sart Çayı), ein mit Gruben bedeckter Hügel gegenüber dem Artemis-Tempel, wurde von der Bronzezeit bis zur Römerzeit genutzt. Die zweite namens Bin Tepe liegt nördlich der antiken Stadt und besteht aus (heute) 116 Grabhügeln und diente vom 7. bis 4. Jahrhundert v. Chr. als Friedhof. Seit der Entdeckung eines Königreichs aus der Bronzezeit im Becken des Gygaean-Sees (Marmara Gölü) und der wissenschaftlichen Akzeptanz dieses Landstrichs als bedeutende „heilige Landschaft“ Zentral-Lydiens, die sich aus den periodischen Überflutungs-Zyklen seiner Gewässer ergab, geht die Forschung davon aus, dass lydische Könige den Bin-Tepe-Höhenzug für ihre Grabstätten auswählten, um sich selbst und ihre eigene Bedeutung mit Erinnerungen an lokale Helden, Heilige und besondere Werte zu verbinden und diese für sich selbst zu übernehmen. Aus einer Landschaft sanfter Hügel erheben sich dort drei große Hügelgräber, (von Ost nach West) Kocamutaf Tepe (auch: Koca Mutaf Tepe: großer Futtersackhügel), Karnıyarık Tepe (Flohwegerich-Hügel) und Kırmutaf Tepe (auch: Kır Mutaf Tepe: grauer Futtersackhügel), aus dem Kalksteinkamm des Bin Tepe - mit Blick auf den Gygaean-See und die Berge des Göl Dağı (1280 m) im Norden, auf die weiten Ebenen des Hermus (Gediz) im Osten, Westen und Süden, auf Sardes im Süden mit der im Hintergrund aufragenden Tmolos-Kette (Boz Dağlar, 2159 m) und den Kämmen von Çal Dağı (1034 m) und Gür Dağ (2,300 ft/701 m) im Westen. Man nimmt an, dass die Verwendung von Grabhügeln in Lydien für die Bestattung von Königen und Eliten von phrygischen Bestattungstraditionen inspiriert wurde, insbesondere von den Grabhügeln in der Nähe der phrygischen Hauptstadt Gordion. So wird der Kocamutaf Tepe, der größte und als frühester datierte Tumulus, mit dem lydischen König Alyattes in Verbindung gebracht, der um 560 v. Chr. starb. Dagegen wurden trotz diverser Versuche, den Karnıyarık Tepe mit Gyges, dem Gründer der Mermnad-Dynastie im frühen 7. Jahrhundert v. Chr. zu verknüpfen, dieser und der kaum untersuchte Kırmutaf Tepe nicht definitiv mit einer bestimmten Person in Verbindung gebracht.
Der Tumulus mit Kammergrabkomplex aus Felsen oder Stein war seit der ersten Hälfte des 6. Jahrhunderts v. Chr. wohl eine der begehrtesten Bestattungsformen unter wohlhabenden Landbesitzern der lydischen und achämenidischen Zeit und vermutlich unter solchen mit entsprechend engen sozialen und politischen Verbindungen zum Hof von Sardes, in ganz Lydien verbreitet. Wahrscheinlich identifizierten sich diese Gruppen bei der Wahl ihrer Grabmäler durch stilistische Merkmale, durch Kunstwerke, architektonische Formen, Malereien und dekorative Figuren, die dazu bestimmt waren, an die Abstammung, den elitären Alltag des Verstorbenen zu erinnern und Prestige sowie Luxus ihres Lebens auf ihr Dasein nach dem Tod zu übertragen. Wissenschaftler gehen allerdings darüber hinaus davon aus, dass die monumentalen Tumulus-Bauten von Bin Tepe nicht nur der Zurschaustellung eigener Bedeutung und persönlichen Reichtums dienten, sondern auch betonen sollten, dass das „heilige“ Gebiet wahrscheinlich von lydischen Königen explizit zur Nutzung als besondere sakrale Ruhestätte ausgewählt worden war und als Herzstücke für die Feier von Göttlichkeit und Königtum in der Eisenzeit diente.

## Forschungsgeschichte
Neben der antiken lydischen Ruinenstadt Sardes waren Bin Tepe und der nördlich vorgelagerte Gygaean-See in den letzten Jahrhunderten Gegenstand zwar zahlreicher, aber im Allgemeinen eher oberflächlicher Erkundungen und keiner gezielten Forschung. Dabei inspirierten Erwähnungen des Gygaean-Sees und der Tumuli am Bin Tepe durch antike Autoren zumeist nur „Kavalierstouristen“ oder Bildungsreisende im weiteren Sinne zu Besuchen. Herodot z. B. berichtete, dass es in Sardes ein Bauwerk gab, das außer den Wundern Ägyptens und Babylons alle anderen an Größe übertraf: Es war das Tumulus-Grabmal für Alyattes, Vater des sagenhaft reichen Königs Krösus.

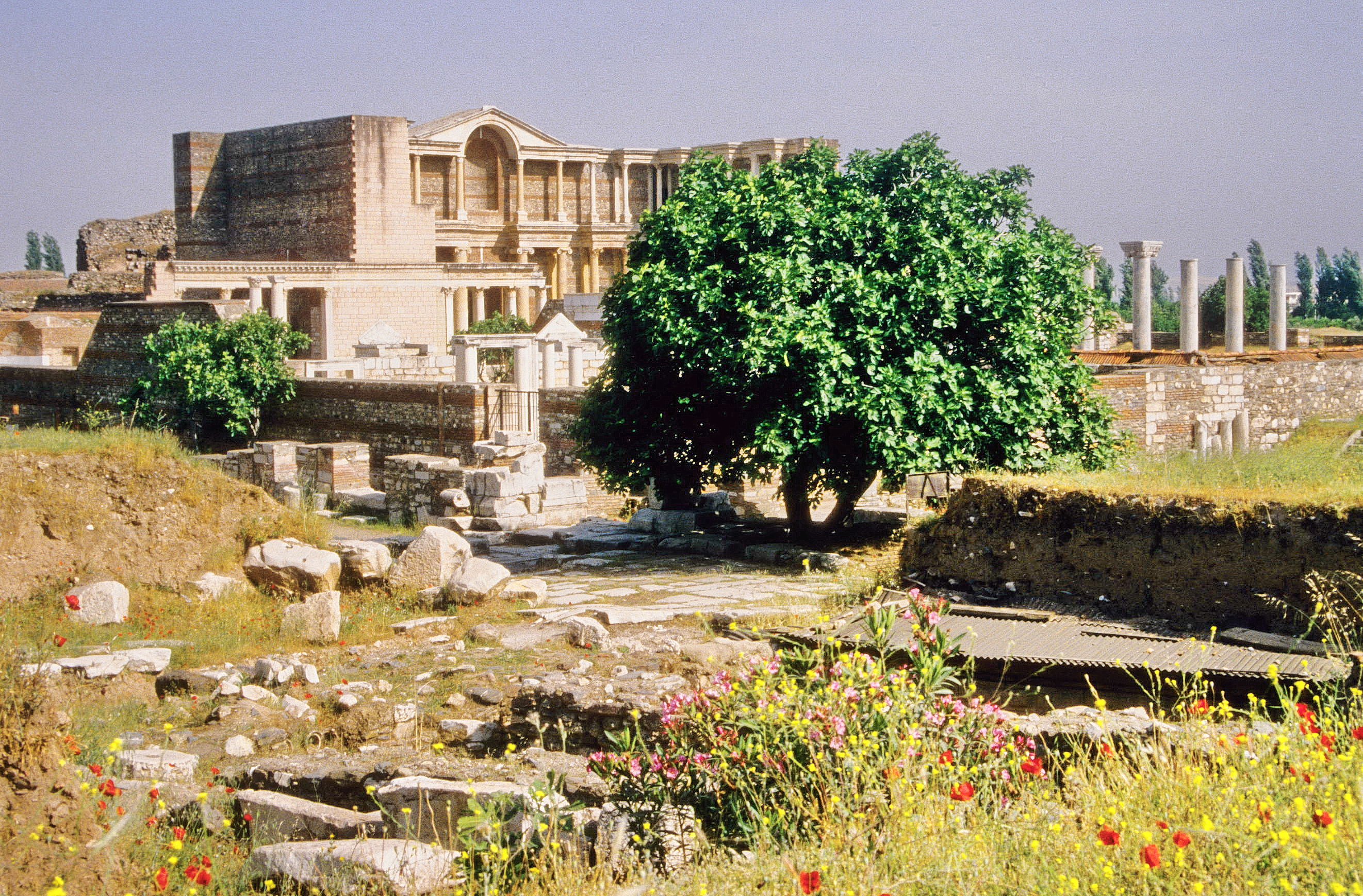
Blick von Südosten auf die restaurierte Front des Gymnasions (mit Bad und Synagoge) von Sardes im Mai 1989

Die wissenschaftliche Forschung in und um Sardes begann 1444 mit dem Besuch von Cyriacus von Ancona, der die Topographie und Denkmäler dort kommentierte und Texte von Inschriften aufzeichnete. Erste Grabungen erfolgten mit dem Besuch von Robert Wood und seinem Team 1750 mit der Freilegung einer Säule im Tempel der Artemis in Sardes. Er machte Notizen über und Skizzen von seinen Funden. Unter den wissenschaftlichen Besuchern des späten 17. und 18. Jahrhunderts waren auch Reisende, wie Edmund Chishull und Richard Chandler. Zu den zunehmend wissenschaftlicheren Aufenthalten und Berichten des 19. Jahrhunderts gehörten die von Anton von Prokesch (1825), William J. Hamilton (1836) sowie die von Charles Fellows und John Robert Steuart (um 1840) oder die Chronik der Abfolge der Ereignisse aus der Zeit, als Charles Fellows die antike Stadt Xanthos entdeckte, von Enid Slatter. Über die Anzahl der Tumuli im Gebiet von Bin Tepe bemerkte Hamilton 1836: „über sechzig“; Ludwig Spiegelthal verzeichnete laut Ernst Curtius mehr als 100 und nach der von Ignaz von Olfers (1858) veröffentlichten Karte vielleicht sogar 127; George Dennis, englischer Konsul in Smyrna, bezifferte sie laut einem Brief von Francis Bacon, der damals bei Assos arbeitete, auf etwa 130, und Howard Crosby Butler zählte von der Spitze der Akropolis in Sardes aus 72 Tumuli, nahm aber an, dass es mehr als 100 waren. William Simpson, schottischer Kriegskorrespondent und Künstler, hat die Landschaft des Bin Tepe in einem Aquarell festgehalten, das derzeit Teil der Art Gallery of New South Wales in Australien ist. Die ersten dokumentierten Ausgrabungen in Bin Tepe, durchgeführt von Ludwig Spiegelthal, dem preußischen Generalkonsul in Smyrna (İzmir), konzentrierten sich auf mehrere Grabhügel, darunter Kocamutaf Tepe, den sogenannten königlichen Grabhügel des Alyattes, den größten dortigen Grabhügel und vielleicht in ganz Anatolien. Spiegelthals Arbeit führte auch zur ersten veröffentlichten Karte der vielfältigen Landschaft von Bin Tepe bei von Olfers (1858). George Dennis und Auguste Choisy gruben in den 1870er und 1880er Jahren mehrere weitere Tumuli aus. Zumindest ein Teil des von George Dennis geborgenen Materials befindet sich heute im British Museum in London.
Die kulturhistorischen Hintergründe der Hügelgräber in Lydien näher beleuchtet haben aber erst Ausgrabungen und archäologische Reinigungsarbeiten im 20. Jahrhundert. Am Bin Tepe erfolgten die frühesten entsprechenden Arbeiten damals durch die erste Sardes-Expedition mit Ausgrabungen von vier Tumuli 1910–1914 unter der Leitung von Howard Crosby Butler. Nach dem Zweiten Weltkrieg haben dann Wissenschaftler der zweiten Sardes-Expedition unter der Leitung von George M. A. Hanfmann der Universitäten Harvard und Cornell, später dann Crawford H. Greenewalt jr., vom Regionalmuseum in Manisa und von lokalen türkischen und ausländischen Universitäten, damit begonnen, auch andere Schwerpunkte am Bin Tepe einzubeziehen, und zwar unter Verwendung moderner archäologischer Techniken, u. a.
- an Plätzen von der frühen Bronzezeit bis zur späten Römerzeit;[29]
- bei Ausgrabung und Säuberung von etwa zwanzig Tumuli durch die Sardis-Expedition (1962–1966) und
- durch das Manisa-Museum (1980er Jahre –1998)[30]
- sowie gleichzeitig epigraphische und historische sowie sonstige Untersuchungen (1980er bis rezent)[31].

2001 zielte eine Studie von Christopher H. Roosevelt an Grabhügeln im gesamten Großraum Lydiens darauf ab, mögliche geografische Bezüge zwischen Häufung von Hügelgräbern und Siedlungen zu klären. Allerdings fand der Bin Tepe dabei keine Berücksichtigung, da der Platz inzwischen traditionell als königlicher Friedhof von Sardes angesehen wurde und seine Beziehung zu Sardes als etabliert galt, so dass sich das Interesse eher auf Hügelgräber im unmittelbaren Umfeld von Sardes und auf solche im gesamten Groß-Lydien konzentrierte, von denen viele an Größe mit denen von Bin Tepe konkurrierten. Dabei wurden mehr als 500 Hügelgräber im Großraum Lydien außerhalb von Bin Tepe dokumentiert und ihre Häufung als Markierungen von Familiengütern aus der Lyder- und Achämenidenzeit interpretiert. Da sich etwa 80 % der lydischen Tumuli außerhalb von Bin Tepe befanden, muss diese Grabhügelform offenbar auch über das unmittelbare Umfeld der Hauptstadt Sardes hinaus Prestige mit sich gebracht haben.

## Bin Tepe und das Gygaean-Seebecken

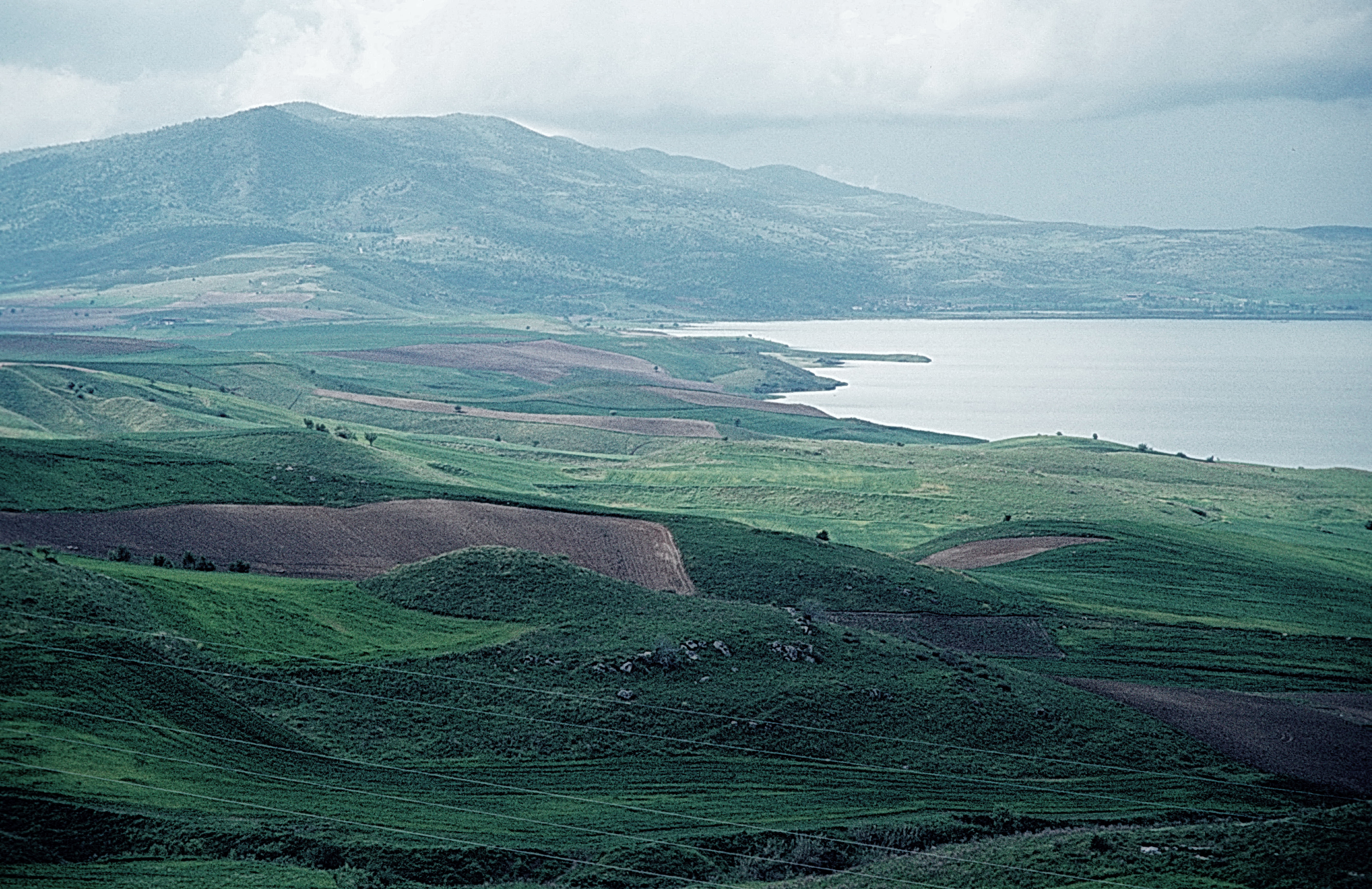
Blick vom Tumulus Kırmutaf Tepe im Bin Tepe-Hügelland nordwärts auf die Westseite des Marmara Gölü

Im Jahr 2005 begann der Central Lydia Archaeological Survey mit der Arbeit im Gygaean-Seebecken, u. a. um mögliche Beziehungen zwischen Bin Tepe und Sardes sowie zwischen den Tumuli von Bin Tepe und denen im gesamten Großraum Lydien zu klären und zu erkunden, wie alte Völker z. B. der Eisenzeit in der damaligen Landschaftswelt lebten und diese verstanden. Dabei konzentrierten sich die entsprechenden Studien speziell auf die Hügelgräber von Bin Tepe und Zentral-Lydien, wo etwa 20 % der Hügelgräber von Lydien auf dem dichtesten Grabhügelfriedhof der Region, wenn nicht sogar in ganz Anatolien, gehäuft vorkommen. Ein Bohrkern-Programm betraf zudem den Gygaean-See und die umliegenden Überschwemmungsgebiete, um die Bedingungen der dortigen Paläoumwelt zu bewerten:
Der Wasserspiegel des Gygaean-Sees ist als besonders anfällig für Trockenheit bekannt und schwankt häufig mehrere Meter von seiner heutigen Maximaltiefe von etwa sechs Metern ab. Allein in den letzten Jahrzehnten hatten Dürreperioden mindestens zweimal schwere Auswirkungen: 1994 trocknete der See vollständig aus und 2007 und 2008 sank der Wasserspiegel auf fast null. Die Böden des Seebeckens und des Gediz-Flusstals waren früher feuchter als heute und wurden regelmäßig von den Flüssen Hermus und Cogamus (Gediz und Alaşehir Çayı) überflutet, die heute über eine Reihe von Dämmen und Kanalsystemen „kontrolliert“ werden, sowie durch den ursprünglich aus einer Quelle gespeisten Gygaeansee, dessen Wasserspiegel heute durch einen Damm überwacht und gegebenenfalls über Kanäle ergänzt wird, denn die mit diesen Gewässern verbundene Flora und Fauna sowie die landwirtschaftlich nutzbaren Böden der breiteren Überschwemmungsebene bilden heute, ebenso wie in der Antike, unschätzbare Ressourcen. Diese jüngsten Vorkommnisse schwankender Wasserstände stehen in auffälligem Kontrast zu antiken Hinweisen auf den damals immer vollen Zustand des Sees (z. B. bei Herodot). Da der See in einem sehr breiten, aber auch sehr seichten und flachen Becken liegt, führen selbst geringfügige Abnahmen des Wasserstands zu drastischen Reduzierungen der Seefläche, die dramatische Landschaftsveränderungen darstellen. Bohrdatensätze des Central Lydia Archaeological Survey weisen auf eine signifikante und anhaltende Austrocknung des Sees z. B. in spätrömischer Zeit hin, möglicherweise als Ergebnis einer Dürre. Offenbar haben Häufigkeit und Dauer solcher Austrocknungsereignisse in der Vergangenheit, dieses „Ebbe und Flut“ des Sees und die periodischen, manchmal drastischen Überschwemmungsepisoden der Flüsse Hermus (Gediz) und Cogamus (Alaşehir Çayı), den praktischen Bezug der lokalen Bevölkerung zu Siedlung, Ackerbau, Quellen und andere Aktivitäten so beeinflusst, dass ihnen heilige Werte zugeschrieben wurden und sie von Homer mit mütterlichen Eigenschaften und später auch mit der Artemis in Verbindung gebracht wurden.

### Frühe Besiedlung
Bis heute wurden im Rahmen des Central Lydia Archaeological Survey eine spätchalkolithische und mindestens neun Stätten der frühen Bronzezeit in Zentral-Lydien dokumentiert: eine am nördlichen Rand des Gygaean-Seebeckens und die restlichen eingebettet in das hügelige Gelände von Bin Tepe mit Blick auf den See im Norden und den Gediz Nehri im Süden. Analysen (instrumentelle Neutronenaktivierungsanalysen; INAA) von bronzezeitlichen Keramiken deuten auf eine verstreute Produktion von Töpferwaren während dieser Zeit hin. Fast alle diese bislang bekannten Plätze sind eher flach oder erscheinen nur als niedrige Hügel von relativ ähnlich kleiner Größe, was auf das Fehlen einer strengen Siedlungs-Hierarchie zur frühen Bronzezeit hinweist. Die Siedlungsmuster änderten sich allerdings in der mittleren Bronzezeit drastisch, scheinen dann aber bis zum Ende der späten Bronzezeit konstant geblieben zu sein. Bemerkenswerterweise wurden viele der Plätze in den Tieflandgebieten von Bin Tepe, die von den Bewohnern der frühen Bronzezeit bevorzugt worden waren, aufgegeben zugunsten anderer Orte, darunter besonders solche an sichereren Standorten, von denen einige noch weiter abgesichert wurden. Von mindestens dreizehn Plätzen aus dieser Zeit liegen vier auf Bergrücken oder Hügeln, die durch starke Befestigungen geschützt sind, ein Netzwerk von Zitadellen rund um den Gygaean-See bilden und offenbar hierarchisch organisiert waren.

### Exkurs: Kaymakçı

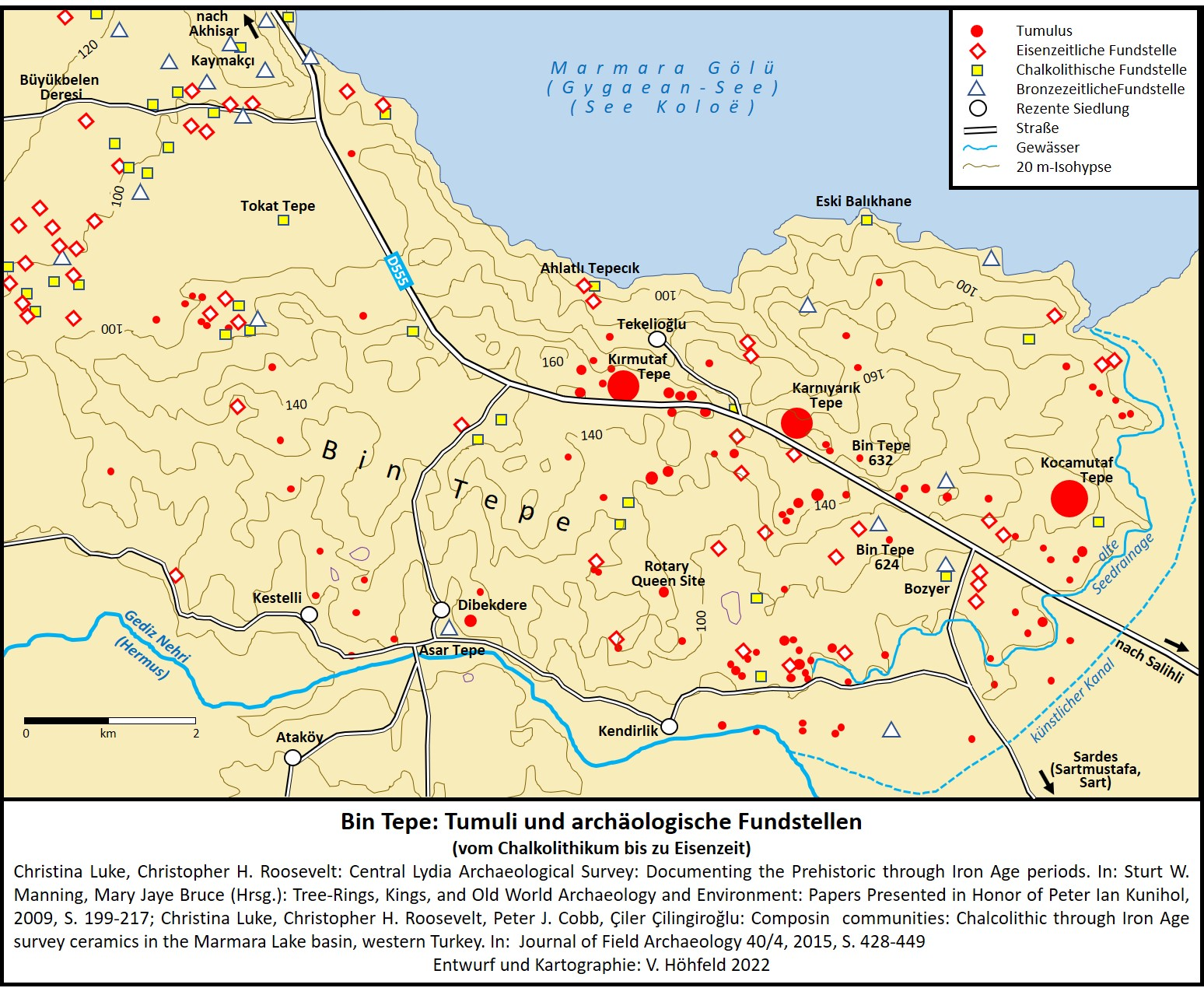
Die Kartenskizze zeigt die Verteilung der Tumuli und archäologischen Fundstellen des Bin Tepe-Hügellandes in der Türkei zwischen Gediz Nehri und Marmara Gölü vom Chalkolithikum bis zur Eisenzeit

Unter diesen vor-eisenzeitlichen Siedlungsplätzen ist in den letzten Jahren vor allem ein bronzezeitlicher Ort archäologisch auffällig geworden: die Siedlung Kaymakçı, „eine vergessene Zitadelle aus der späten Bronzezeit“, wie sie von Cihat Levent bezeichnet wird. Kaymakçı, bisweilen auch als „Hacıveliler“ bezeichnet, der größte dieser befestigten Plätze, wurde 2001 entdeckt und zwischen 2007 und 2009 intensiv kartiert. Er erstreckt sich über mehr als einen Kilometer über die untere Ausdehnung eines Bergrückens des Gür Dağ, der zum Westende des Gygaeansees hin abfällt. Kaymakçı liegt oberhalb und entlang des Westufers des Marmara Gölü. Trotz seiner auffälligen Überreste auf einem Felsrücken etwa 140 m über dem Seespiegel blieb Kaymakçı von Archäologen bis 20016 weitgehend unbemerkt, danach wurde der Platz anhand von Oberflächen-Surveys des Central Lydia Archaeological Survey dokumentiert. Dieses regionale Projekt zeigte, dass Kaymakçı nur eine von mindestens sechs Zitadellen war, die den See umringten, und dass es fünf scheinbar unbefestigten Siedlungen im Flachland und mindestens 23 kleineren Stätten mit offenbar kurzlebigerer Existenz gab, die alle aus dem zweiten Jahrtausend v. Chr. stammen. Das entsprechende archäologische Ausgrabungs-Projekt „Kaymakçı Arkeoloji Projesi“ (KAP) wurde 2013 ins Leben gerufen. Die Ausgrabungen selbst in Kaymakçı gingen aus jenem Projekt hervor, das mit der gezielten Untersuchung der Grabhügeln aus der Eisenzeit im Bin Tepe-Hügelland in Zentral-Lydien begann und mit einem 10-jährigen Programm regionaler Untersuchungen im Marmarasee-Becken (Central Lydia Archaeological Survey) fortgesetzt wurde. Aufbauend auf den vorläufigen Ergebnissen des Central Lydia Archaeological Survey (2005–2014) begannen die Ausgrabungen in Kaymakçı im Jahr 2014.
Spätbronzezeitliche Burgsiedlungen wie Kaymakçı, datiert auf die zweite Hälfte des zweiten Jahrtausends v. Chr., bestanden zumeist aus einer mit starken Mauern befestigten oberen Zitadelle, in der sich Verwaltungs- und Kultzentren befanden, und einem großen und im Allgemeinen ungeschützten unteren Stadtgebiet, in dem die Menschen außerhalb dieser Zitadelle wohnten. Der Hügel Kaymakçı Tepe markiert den Standort einer großen stadtartigen Siedlung aus der späten Bronzezeit mit einer oberen Siedlung und unteren Siedlungsteilen, die auf breiteren Terrassen liegen. Der Ort befindet sich in einer hohen, geschützten, starken und strategischen Position. Er hatte den Vorteil, die wichtigste Handelsroute direkt nach Anatolien unter seiner Kontrolle zu haben. Forscher spekulieren deshalb darüber, ob dies die zweitgrößte Stadt Zippas/Zippasla (vermutlich Sippylos/Sipylos, heute der Spil Dağı, der gebirgige Teil von Lydien) gewesen sein könnte, die sich in hethitischen Aufzeichnungen die Verwaltung des Arzawa-Königreichs mit dessen Hauptstadt Apaša teilte.
Annalen, Verträge, Briefe und andere Texte, die auf Tafeln aufbewahrt wurden, die in Hattusa, der hethitischen Hauptstadt in Zentralanatolien, sowie in Amarna in Ägypten gefunden wurden, werfen ein gewisses Licht auf derartige politische Verhältnisse hauptsächlich des 14-13. Jahrhundert v. Chr. Diese Zeugnisse zeigen, dass das zentrale Westanatolien eine wichtige Position in der hethitischen regionalen Diplomatie und Eroberung einnahm. Während dieser Zeit interagierten Teile der sogenannten Arzawa-Länder am häufigsten mit Mitgliedern einer ägäischen Gemeinschaft, die den Hethitern als Ahhiyawa bekannt war und gemeinhin als Repräsentant einer mykenischen Gruppe oder ihrer Zeitgenossen in der östlichen Ägäis angesehen wird. Auf der Grundlage, dass solche Interaktionen potenziell die Interessen der Hethiter in der Region bedrohten, steckten die hethitischen Könige ihre Ansprüche sowohl diplomatisch als auch militärisch ab. Vasallenverträge banden örtliche Herrscher zeitweise eng an den hethitischen König, während offensichtliche Verletzungen derselben, oft unter Beteiligung von Ahhiyawa, häufig den Zorn des hethitischen Königs erregten, was zu Eroberungs- oder Rückeroberungskampagnen führte. Das ist in diesem zweiten Jahrtausend v. Chr. die historische Umgebung, in der Kaymakçı gegründet wurde und sich zur größten bekannten Stätte in der Region entwickelte, schließlich aber aufgegeben wurde. Der Grund, warum Sardes zusammen mit den zentralen Verwaltungen der Eisenzeit die neue dortige Hauptstadt wurde, die Gründe für die Verlagerung von der geschützten und starken Festung Kaymakçı auf einen kleinen Hügel im Süden, die Dynamik und der Verlauf der Transformation bleiben bislang noch ein Rätsel.
Der erhöht liegenden Platz Kaymakçıs, der durch einen schmalen und langen Bergrücken mit dem Gür Dağ verbunden ist, kontrollierte das schmale westliche Küstenufer des Marmara Gölü. Er lag an einer geschützten und strategischen Stelle, an einem funktionalen Punkt und verfügte über eine große „Kontrollentfernung“. Allein die befestigte Zitadelle des Ortes umfasst rund 8,6 Hektar, war also mehr als viermal so groß wie die damalige Burg von Troja; Zusammen mit dem Gebiet der unteren Siedlung erweitert sich die Gesamtfläche des Standorts in etwa auf 75 Hektar, wobei deutliche Siedlungs-Verdichtungen im Kontrast zu (vermuteten) eingeschalteten offenen Flächen bestanden. Kaymakçıs befestigtes Gebiet war mehr als doppelt so groß wie jedes seiner nahegelegenen potentiellen Konkurrenten und verfügt über eine vielfältige interne räumliche Organisation. Außerdem erstrecken sich verstreute Siedlungsreste und andere Funktionen, einschließlich eines wahrscheinlichen Friedhofs, weit über die Zitadelle hinaus. Bereits nach dreijähriger Ausgrabung konnte anhand von Keramikanalysen gezeigt werden, dass sich die Zitadelle vom Beginn des zweiten Jahrtausends bis zum 13. Jahrhundert v. Chr. entwickelt hatte. Kaymakçı war demnach bereits in der dortigen Mittleren Bronzezeit (ca. 2000–1700/1650 v. Chr.) und intensiver in der Spätbronzezeit (ca. 1700/1650–1200 v. Chr.) aktiv, vielleicht gefolgt von einer finalen Phase in der späten Bronzezeit oder möglicherweise einer Phase der frühen Eisenzeit, bevor sie aufgegeben wurde. Die Analyse lokaler Keramik aus den Ausgrabungen in Kaymakçı legt sogar eine weitere Unterteilung der späten Bronzezeit in mindestens zwei große Phasen nahe: eine frühe Phase (Spätbronze 1; ca. 17.–15. Jahrhundert v. Chr.) und eine späte Phase (Spätbronze 2, ca. 14.–13. Jahrhundert v. Chr.). Somit wurden bisher drei Abschnitte identifiziert mit einer möglicherweise späteren Phase, die auf die frühe Eisenzeit datiert. Dementsprechend war Kaymakçı schon vor der Zeit besiedelt, in der zentralwestanatolische Gemeinden in hethitischen Texten vorkommen. An der Stätte selbst wurden keinerlei Textquellen gefunden, doch die jüngsten Rekonstruktionen der politischen Geographie des Gebiets halten die Täler der Flüsse Gediz und Bakırçay (antik: Kaïkos, latinisiert Caicus, entspringt nördlich von Akhisar am Ömer Dağı, ein Fluss in der historischen Landschaft Mysien im westlichen Kleinasien) für den wahrscheinlichsten Standort des Šeḫa-Flusslandes, einen Bestandteil des Arzawa Landes und ein hethitisches Vasallenkönigreich bis zum Ende des 14. Jahrhunderts v. Chr.
Obwohl sich noch drei weitere Zitadellen aus der mittleren und späten Bronzezeit in den Ausläufern westlich und nördlich des Gygaeansees befinden, Gedevre Tepesi (1,2 ha), Asartepe (4 ha) und Kızbacı Tepesi (knapp 1 ha), die alle massive Befestigungsmauern haben, ist Kaymakçı nach Meinung mancher Forscher der beste Kandidat als Hauptstadt zum damaligen Zeitpunkt. Aus den bereits erwähnten INAA-Analysen ging u. a. hervor, dass es in Kaymakçı damals ein großes Keramikproduktionszentrum gab, der Platz also eine zentrale Rolle spielte, obwohl bislang keine Brennöfen gefunden wurden. Insbesondere war Kaymakçı viel größer als die anderen befestigten Zitadellen. Der Ort muss demnach als zentraler Knotenpunkt eines Netzwerks mit klarer hierarchischer Ordnung fungiert haben, was sich auch in terrassenförmigen Sektoren widerspiegelt, die regelmäßige große Gebäude enthielten sowie geschlossene und eingezäunte Gebiete, die in einem „Akropolis-Bereich“ am höchsten Punkt innerhalb einer inneren Zitadelle gipfelten. Mit dem inneren komplexen Aufbau, der Größe seiner Zitadelle und seiner riesigen unteren Siedlung muss Kaymakçı ein regionales Zentrum von nicht geringer Bedeutung in der mittleren und späten Bronzezeit gewesen sein. Wenn die kürzliche Entschlüsselung einer luwischen Hieroglyphen-Inschrift am Karabel-Pass korrekt ist, dann war die fragliche Region vielleicht jenes Šeḫa-Flussland, ein Königreich von Arzawa und später ein hethitischer Vasallenstaat des 14. und 13. Jahrhunderts v. Chr., der in Archiven der Hauptstadt der Hethiter verzeichnet ist. Zentral-Lydien ist als Kerngebiet des Šeḫa-Flusslandes nicht unwahrscheinlich, und Kaymakçı fungierte möglicherweise als Hauptstadt dieses Königreichs, das in der Antike wegen seiner Position an der Schnittstelle der politischen und wirtschaftlichen Interessen der Hethiter im Osten und Aḫḫijawa westlich des Hethiterreichs.
Diese jüngsten Entdeckungen zeigen, dass die Hügelgräber aus der Eisenzeit im Bin Tepe dort weder die einzigen, noch die ersten monumentalen Bauten waren und dass Zentral-Lydien der Kern eines indigenen und für die damalige Welt international bedeutenden Königreichs der Bronzezeit war, womit frühe schriftliche Berichte aus der Eisenzeit der Bedeutung des Gygaeansees und seiner Umgebung eine neue historische Wertigkeit verleihen. Nach Interpretation der beteiligten Forscher stellen die Tumuli der lydischen Elite am Bin Tepe eine historische und ideologische Verbindung zu den mäonischen (lydischen) Helden Homers, „mäonischen Stämme geführt vom Fuße des Tmolos“, zu einem Netzwerk bronzezeitliche Macht also, das sich um den Gygaeansee zentrierte. Der heilige Charakter des Gebietes war zweifellos auch in der Eisenzeit von erheblicher Bedeutung, doch gibt es derzeit zu wenige Informationen, um eindeutige Verbindungen zu lokalen bronzezeitlichen Kultpraktiken oder -orten zu postulieren. Allerdings: Obwohl nach dem mysteriösen Ende der Bronzezeit, bei dem fast alle hoch entwickelten Reiche des Mittelmeerraums auf einen Schlag zusammenbrachen, von den bronzezeitlichen Zitadellen keine wieder bewohnt wurde, so scheinen jedoch die kontinuierliche Besiedlung einiger Plätze und die Platzierung eisenzeitlicher Hügelgräber dort auf deren Kenntnis hinzuweisen.

## Zur Lage der Tumuli
Während sich sehr viele der Hügelgräber des Bin Tepe vor allem entlang seines zentralen Kamms und auf seinen erhöhten Ausläufern konzentrieren, liegen andere entlang der westlichen und nördlichen Ränder des Gygaean-Seebeckens nicht selten in unmittelbarer Nachbarschaft von isolierten Erhebungen mit bronzezeitlichen Zitadellen, die den eisenzeitlichen Tumuli-Erbauern fraglos bekannt gewesen sein müssen und die unteren Ausläufer von Bergrücken (Kaymakçı, Asartepe und Kızbacı Tepesi) oder einen isolierten Hügel (Gedevre Tepesi) markieren. Zumindest einige der Hügelgräber aus der Eisenzeit in Zentral-Lydien können also als Markierungen für bronzezeitlich wichtige Stätten angesehen werden. Außerdem wurde keiner der Hügelgräber innerhalb der Ruinen der Zitadellen aus der Bronzezeit errichtet, was auf Respekt vor den Vorfahren hindeutet.  Anderswo in Lydien und Anatolien steht dieses Muster interessanterweise im Gegensatz zu Tumuli direkt auf den Überresten älterer Stätten, so z. B. im Großraum Lydien, in Gordion in Phrygien und in der Elmalı Ovası (Elmalı-Ebene, Provinz Antalya).

## Bin Tepe als „Heiliger Bezirk“

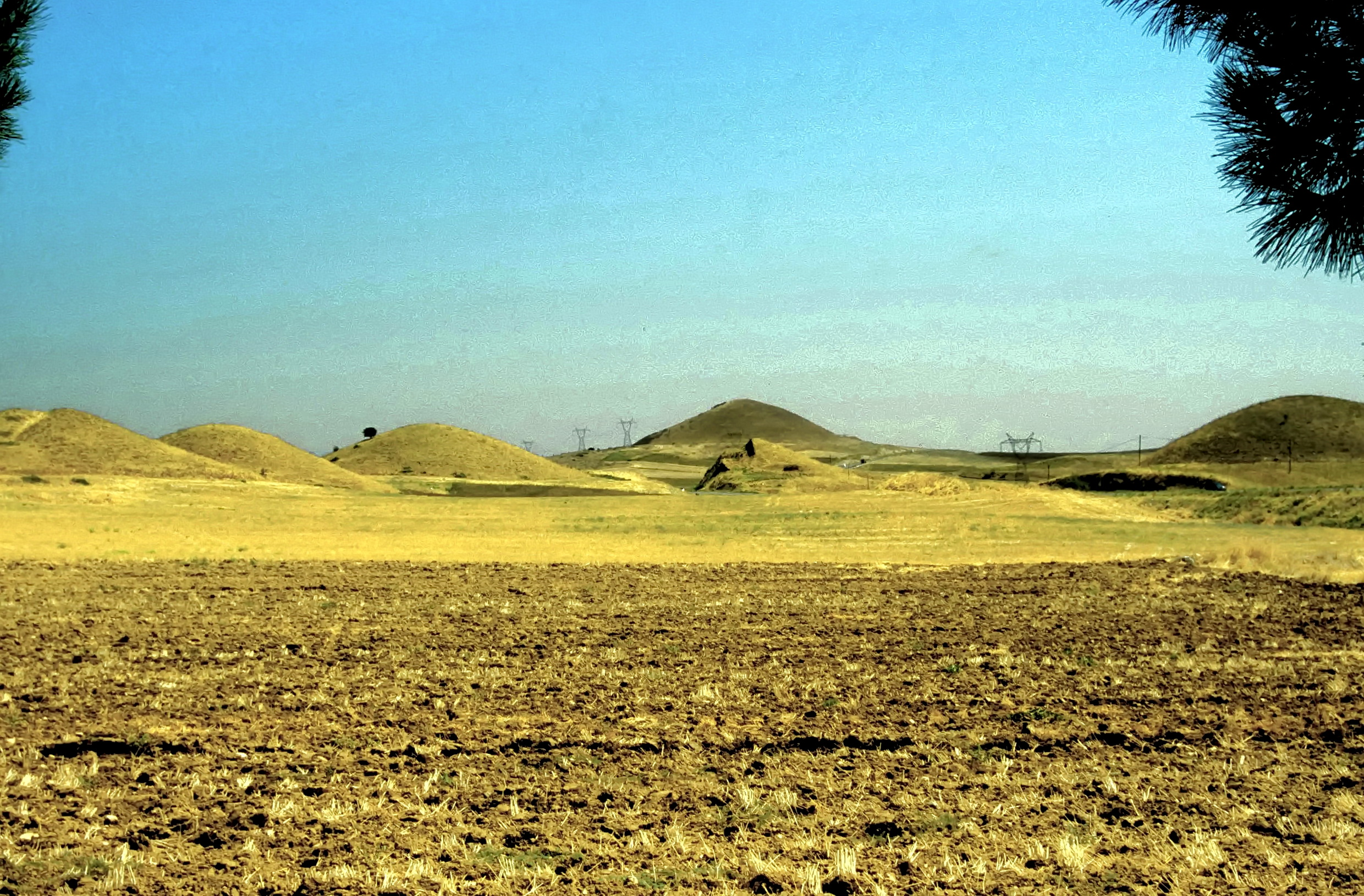
Blick auf lydische Grabhügel (Tumuli) in Bin Tepe-Hügelland nördlich von Sardes, September 2005

In Zentral-Lydien konnten Überreste von mindestens 158 Hügelgräbern identifiziert werden, die sich in zwei Gruppen gliedern lassen. Von diesen 158 Grabhügeln befinden sich etwa 117 in Bin Tepe, die sich wiederum, je nach Dichtemaßstab, in etwa acht oder fünfzehn Häufungen gruppieren. Rechnet man die nicht mehr existenten, aber auf Luftbildern von 1949 identifizierbaren Tumuli hinzu, so wird klar, dass es in der Antike allein in Bin Tepe mindestens 130 Tumuli gab, was auch die Schätzungen bestätigt, die sich anhand der Arbeiten von Ludwig Spiegelthal und George Dennis mit etwa 40 weiteren Tumuli am West- und Nordufer des Gygaean-Sees ergeben und in deren Lage und Verteilung sich Muster widerspiegeln, die in ganz Lydien zu finden sind. Zum größten Teil liegen Hügelgräber an besonderen Orten, normalerweise in größeren Höhen, auf Bergkämmen und Hügelkuppen, die aus verschiedenen Richtungen eine gute Sichtbarkeit ermöglichen. Diejenigen, die sich nicht an solchen speziellen Orten befinden, sind normalerweise Mitglieder größerer Gruppen, in denen andere Grabhügel auffälliger, sprich „prominenter“ sind. Einige Tumulus-Gruppen befinden sich in unmittelbarer Nähe von Siedlungen aus der Eisenzeit, die durch dichte oder verstreute Oberflächenreste lydischer materieller Kultur identifiziert wurden, während andere von lokaler Besiedlung weiter entfernt liegen. Eine vorläufige Interpretation geht davon aus, dass viele Siedlungen im Bin Tepe-Hügelland als Weiler fungierten, die zu größeren Gütern gehörten, und deren Bewohner Landwirtschaft und Fischerei sowohl für ihren eigenen Lebensunterhalt als auch für die Produktion von Überschüssen für Sardes betrieben. Darüber hinaus dürfte die Landbevölkerung auch Arbeitskräfte und Material für den Bau von Grabhügeln gestellt bzw. überwacht haben. Antike lokale Kalkstein- und Marmor-Steinbrüche wurden vermutlich für den Bau von Kammergrab-Komplexe der Tumuli ausgebeutet. Die Verstorbenen in den Tumuli, besonders in denen des Bin Tepe, dürften zu Lebzeiten wohlhabende und/oder adlige Landbesitzer gewesen sein, also ein ausgesuchter Personenkreis, der Teile des ländlichen Hinterlandes kontrollierte und zur Wirtschaft von Sardes beitrug und dessen Familien aufgrund langjähriger tradierter „heiliger“ und/oder angestammter Sitten sicherlich enge Verbindungen zur Hauptstadt pflegten und deren Vorrecht es war, wie lydische Könige die Mausoleen ihrer Vorfahren in der Ebene oder den umliegenden Bergen von überall aus sehen zu können. Damit dürfte Bin Tepe wohl lange Zeit als besonders privilegierter Friedhofs-Ort gegolten haben, als heiliger Ort zum Gedenken an die Ahnen.

## Bin Tepes kulturhistorischer Wandel
Nach dem Zusammenbruch des Lydischen Reiches Mitte des 6. Jhs. v. Chr., in der Zeit der Achämeniden und später, war Bin Tepe von einer Begräbnisstätte für Könige zu einem Friedhof auch für andere hochrangige soziale Gruppen geworden – für Reiche und vielleicht einstige Adelige, was zur Verbreitung von Hügelgräbern führte, von denen die meistens innerhalb von zwei oder drei Generationen nach dem Tod von Alyattes errichtet wurden. Möglicherweise in dem Bestreben, ihre lydische Ethnizität oder einfach nur ihren hohen Status durch Nachahmung der lydischen königlichen Tumulus-Tradition vergangener Zeiten zu feiern oder um die Ahnentraditionen mit der Bestattung in etablierten „Ahnendomänen“ aufrechtzuerhalten, verwandelten die Einheimischen Bin Tepe in so etwas wie einen Nationalfriedhof, füllten den Ort der drei großen Tumuli mit mindestens 127 anderen Hügelgräbern, von denen die meisten in Gruppen wahrscheinlich nach Ahnen- oder Gemeinschaftsbedeutung arrangiert wurden. Eine Änderung dieser Sichtweise scheint allerdings bereits Mitte der Eisenzeit eingetreten zu sein, als Homer, Herodot und andere sich über die Geschichte und Wertigkeit der Vorfahren der Mermnaden uneinig waren.
Als der materielle Einfluss der Achämeniden zunahm, begann die Tumulus-Tradition in Zentral- und Groß-Lydien an Bedeutung zu verlieren. Gerade in dieser Zeit erfahren wir aus griechischen Quellen über sekundäre Verwendungen von Hügelgräbern in Lydien, insbesondere als Spähposten in Konflikten zwischen griechischen und achämenidischen Armeen. Lyder dienten in diesen achämenidischen Streitkräften. Während der Achämenidenzeit scheinen andere Tumulus-Nutzungen eine dauerhaftere Tradition geworden zu sein, nicht mehr als Grabdenkmäler einer glorreichen Vergangenheit. Bis in hellenistische und römische Zeit muss allerdings der Nimbus des Tumulus als hochrangige, „reiche“ Grabstätte bestehen geblieben sein, denn spätestens seit dieser Zeit scheint die Suche nach Schätzen in Grabhügeln begonnen zu haben. Das endgültige Vergessen der kulturhistorischen Hintergründe der Bin Tepe-Tumuli mag in Zeiten eingetreten sein, in denen die religiöse Befolgung von althergebrachten Riten mit der sich ausbreitenden Popularität des frühen Christentums konfrontiert wurde: Z. B. fand man als Verwendung eines Hügelgrabes in Zentral-Lydien eine Art Massengrab; Überreste von mehr als 150 Personen, die im Laufe des 4. bis 7. Jahrhunderts n. Chr. dort beigesetzt worden waren.
Während heute keines dieser Hügelgräber noch irgendwelche Beziehungen zu überlieferten Traditionen erkennen lässt, hatte die Region von Bin Tepe und des Beckens des Gygaean-Sees als „heilige Natur“ zumindest während der römischen Kaiserzeit Bestand, was sich in der Errichtung von Heiligtümern für Zeus Driktes, Apollo Pleurenos und die „Lydische Mutter der Götter“ (Artemis Gygaia, Artemis Coloë) erkennen lässt. Trotz zahlreicher Versuche, diese Plätze heute noch zu finden, sind keine von diesen in historischen Aufzeichnungen genannten Heiligtümern heute noch bekannt. Curtius (1853) glaubte, Spiegelthal und sein Team hätten den Tempel der Artemis Coloë im Nordosten von Bin Tepe lokalisiert, doch blieb diese Identifizierung bislang nur eine Vermutung. Auch die kulturhistorische Wertung von Grabhügeln veränderte sich durch ihre Behandlung als plünderungswerte Schatzkammern. Allerdings hat das Interesse an derartigen Plünderungen erst seit Mitte des 20. Jahrhunderts deutlich zugenommen, was zu einer großflächigen Zerstörung von Tumuli geführt hat. Da die kulturelle Bedeutung von Grabhügeln in Bin Tepe im frühen 20. Jahrhundert fast aus der lokalen Erinnerung verschwunden war, wurden die Gräber viel destruktiver ausgebeutet als früher. Luftaufnahmen von 1994 und 1995 im Vergleich mit Satellitenbildern von 2006 verdeutlichen, dass mindestens fünfzehn der ursprünglichen 130 Grabhügel im Bin Tepe vollständig dem Erdboden gleichgemacht worden waren, die meisten davon zwischen 1994 und 2006.
Andere Hügelgräber zeigen zwar etwas weniger destruktive Anzeichen von Raubgrabungs- und Tunnelbauten in Verbindung mit Plünderungen der Grabbeigaben, dafür aber dramatische Veränderungen und Zerstörungen durch landwirtschaftliche und andere Erschließungsaktivitäten. Nach Vorbildern turkmenischer Stämme, die im 17. bis 19. Jahrhundert zwischen den Hügelgräbern von Bin Tepe lagerten, während sie ihr Banditentum an Reisenden praktizierten, nutzten türkische und vermutlich auch griechische Streitkräfte in Lydien im frühen 20. Jahrhundert während des türkischen Befreiungskrieges die strategischen Eigenschaften von Hügelgräbern in Bin Tepe und anderswo. Die sogenannte Milne-Linie von 1919 zwischen griechischen Gebieten im Westen und den türkischen im Osten führte vom westlichen Rand des Gygaean-Sees direkt durch das Bin Tepe-Hügelland über das Gediz-Tal: Nach Auswertungen von Feldarbeiten, Luft- und Satellitenbildern weisen mindestens zehn Hügelgräber und zwei hoch gelegene Orte in Bin Tepe die Überreste von Schützengräben und Stellungen auf.

## Die Haupt-Grabhügel
Kocamutaf Tepe, Karnıyarık Tepe und Kırmutaf Tepe sind die drei größten Grabhügel des Bin Tepe-Hügellandes. Die beiden Tumuli „Alyattes-Hügel“ (Kocamutaf Tepe) und „Gyges-Hügel“ (Karnıyarik-Tepe) aus dem Beginn des 6. und der Mitte des 7. Jh. v. Chr. wurden, wie wohl die meisten der Gräber dort, wahrscheinlich bereits in der Römerzeit und von Griechen und Lydern ausgeraubt. Von den Grabbeigaben sind nur noch Keramikscherben übrig. Dennoch zeugt die Monumentalität der lydischen Königsgräber vom verschwenderischen Reichtum der lydischen Oberklasse. Der Kocamutaf Tepe, der größte Tumulus des Bin Tepe bei Sardes mit einem Durchmesser von 355 m und einer Höhe von mehr als 69 m wird - aufgrund von Übereinstimmungen in Lage, Durchmesser, steinerner Krepis-Wand und Markierung auf dem Gipfel - dem Alyattes, dem Vater des sagenhaft reichen lydischen Königs Krösus zugeschrieben. Nach Ansicht von Archäologen hatte sein Bau bereits zu Lebzeiten des Königs begonnen: Alyattes hätte seinen Bau nach seiner Rückkehr von seinem Feldzug gegen die Meder angeordnet, nachdem er die Grabhügel von Phrygien gesehen hatte. Die Zuordnung zu Alyattes ist überzeugend, aber aufgrund fehlender genauer Beweise und Diskrepanzen zwischen Kocamutaf Tepe und Herodots Bericht über den Tumulus von Alyattes unsicher. Das Grab wird auf ca. 570/560 v. Chr. datiert. Die Grabkammer befand sich etwa 30 m südwestlich der Hügelmitte und wurde aus Marmorblöcken errichtet. Obwohl er der größte Tumulus auf dem Bin Tepe-Friedhof ist, - der Durchmesser des nächstgrößten, Kırmutaf Tepe, ist um 55–60 m kleiner, - sind seine Abmessungen etwas kleiner als die von Herodot für den Tumulus von Alyattes angegebenen: Die Höhe der Krepis-Mauer des Kocamutaf Tepe, an ihrer Südseite angeblich 18 m hoch, wurde aber seit den Ausgrabungen von Spiegelthal im Jahr 1854 nicht mehr vermessen. Herodot hatte angegeben, dass sich auf der Spitze des Hügels fünf Stelen befanden, von denen jede eine Inschrift trug, in denen die Handwerker erwähnt wurden, die an der Erbauung des Tumulus beteiligt waren. Derzeit befindet sich nur ein Grabdenkmal ohne Inschrift auf der Spitze des Tumulus.

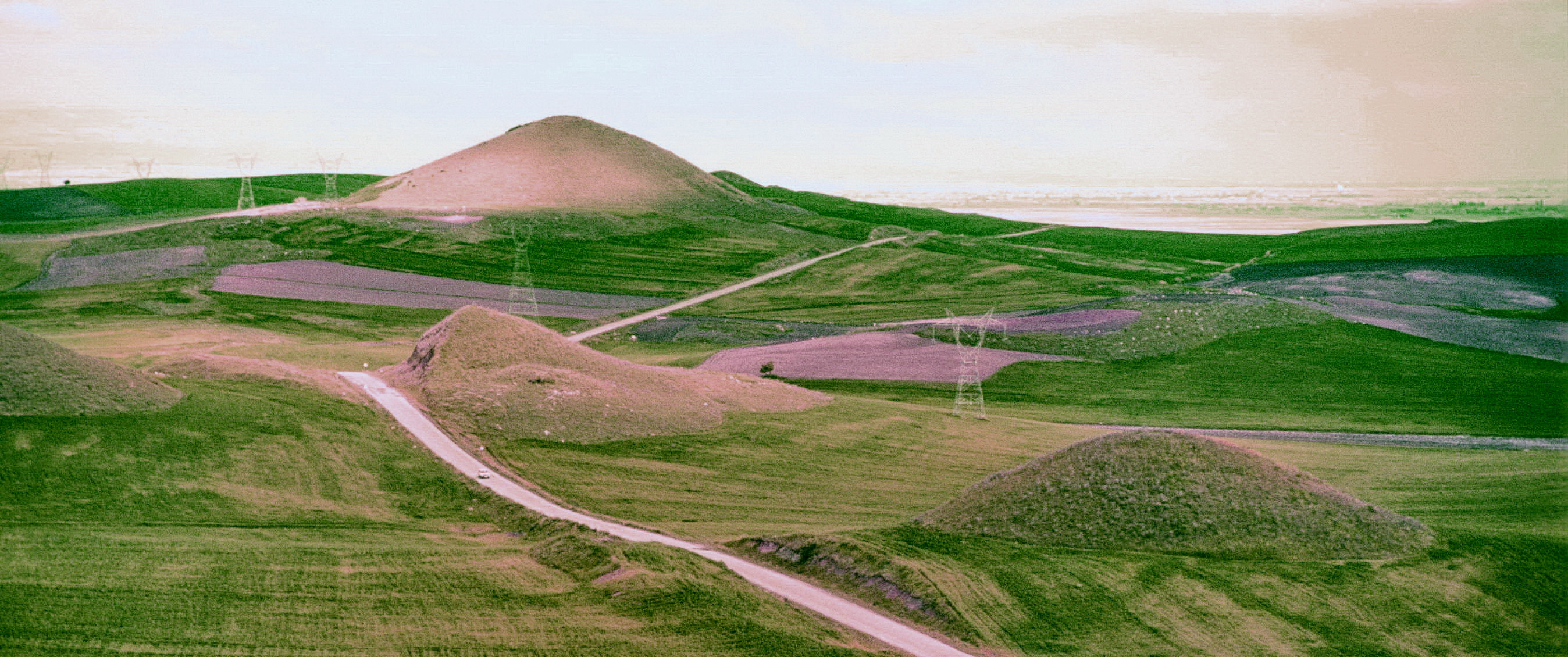
Blick auf den Karnıyarık Tepe, einen der größten lydischen Königsgräber von Sardes im Bin Tepe-Hügelland, vermutlicher Tumulus des lydischen Königs Gyges, an der Fernstraße D555 zwischen Akhisar und Salıhlı im Landkreis Salihli (Provinz Manisa, Türkei)

Das «Grab des Gyges» wird zumeist im Karnıyarık Tepe, dem zweitgrößten Tumulus des Bin Tepe, vermutet. Es erreicht eine Höhe von 50 Metern, hat einen Durchmesser von ca. 220 Metern und war offenbar ebenfalls bereits in römischer Zeit ausgeraubt. Nach geophysikalischen Prospektionen und Kernbohrungen durch die Sardes-Expedition in den Jahren 1962 und 1963 wurde das Innere des Hügels 1964, 1965 und 1966 über Tunnel erkundet. Die wenigen Keramikreste, die bei den Erkundungen der frühen 1960er Jahre aufgesammelt wurden, weisen in das siebte oder frühe 6. Jh. v. Chr. Weitere geophysikalische Untersuchungen wurden 1992 durchgeführt, gefolgt von einem Kernbohrprogramm im Jahr 1995. Eine weitere geophysikalische Forschung wurde 2011 durchgeführt, und der Tunnelbau wurde 2012 in einem gemeinsamen Projekt mit dem Manisa Museum wiederaufgenommen. Dabei stieß man nach etwa 65 m von der Hügelkante auf ein besonderes Merkmal des Karnıyarık Tepe, auf eine zweilagige Krepis-Wand innerhalb des Hügels, eine Kalksteinmauer mit halbrundem Aufsatz. Derartige Wände umgeben normalerweise die Außenseite eines Tumulus und stabilisieren die Erdfüllung. Diese Mauer liegt jedoch tief im Hügel vergraben und wurde nie fertiggestellt. Sie gehörte offenbar zu einem früheren, kleineren Tumulus mit einem Durchmesser von etwa 85 m. Der größere Hügel hatte wahrscheinlich eine eigene Krepis-Mauer, aber kaum eine Spur ist erhalten. Es scheint, dass man in einer frühen Bauphase entschieden hatte, den Hügel zu erweitern, seinen Durchmesser fast zu verdreifachen, die unvollendete Krepis-Mauer aufzugeben und zu begraben. Christopher Ratté vermutete, dass dort ein kleinerer Hügel unter dem gegenwärtigen verborgen wurde, allerdings erst 50–100 Jahre nach Gyges‘ Grabanlage. Es ist nicht bekannt, wer in diesem Tumulus beerdigt wurde. Seine enorme Größe deutet darauf hin, dass es einem Mitglied der lydischen Königsfamilie gehörte.
In Karnıyarık Tepe wurden zudem verschiedene Markierungen an der Stützmauer gefunden: Paare von Digammas (Ϝ/Ͷ), Hakenkreuze sowie Α (Alpha) und Θ (Theta). Diese unterschiedlichen Zeichen werden - mit Ausnahme der Digamma-Paare - alle als Steinmetz- oder Maurerzeichen interpretiert und erstmals von Georges Hanfmann als das Symbol von Gyges identifiziert, für den sie allerdings „Gugu“ bedeuteten, seinen assyrischen Name. Hanfmanns Hypothese ist jedoch umstritten: Der lydische Name von Gyges sollte Kukas gewesen sein. Das Datum des Tumulus liegt in die erste Hälfte des 6. Jahrhunderts v. Chr., lange nach dem Tod des ersten Mermnaden (Gyges † 672 v. Chr.). Gerald M. Browne deutet diese Digammapaare eigentlich als „Walwel“, also „Löwe“ auf Lydisch. In Wirklichkeit wären es, wie Christopher Ratté meint apotropäische Zeichen zur Abwehr böser Geister. Er glaubte (wegen der Stützmauern) ohnehin, dass dies der Tumulus für den Sohn des Krösus, Atys, war, der, wie Herodot berichtet, während eines Jagdausflugs vorzeitig starb, und dass Krösus einen im Bau befindlichen Tumulus beschlagnahmt hatte, um ihn zu vergrößern und zum Grab seines Sohnes zu machen. Die lydischen Königsgräber von Bin Tepe bezeugen heute allein schon durch ihre Monumentalität den verschwenderischen Reichtum der lydischen Oberklasse, was seit der Herrschaft des Gyges vermutlich mit dem Zugang zu Goldvorkommen im Tmolosgebirge und der Einführung der Geldwirtschaft zu erklären ist.